# Nováčany
Nováčany este o comună slovacă, aflată în districtul Košice-okolie din regiunea Košice. Localitatea se află la altitudinea de 337 m deasupra n.m., se întinde pe o suprafață de 17,32 km2 și în 2017 număra 756 de locuitori.

## Istoric
Localitatea Nováčany este atestată documentar din 1323.

## Demografie
| An:                | 1994 | 2004   | 2014    | 2024   |
| ------------------ | ---- | ------ | ------- | ------ |
| Număr de persoane: | 631  | 679    | 752     | 758    |
| Diferență:         |      | +7,60% | +10,75% | +0,79% |

| An:                | 2023 | 2024   |
| ------------------ | ---- | ------ |
| Număr de persoane: | 761  | 758    |
| Diferență:         |      | −0,39% |